# Princeton, Missouri
Princeton är administrativ huvudort i Mercer County i Missouri. Orten fick sitt namn efter slaget vid Princeton i amerikanska frihetskriget.

## Kända personer från Princeton
- Calamity Jane, westernartist
- Arthur Hyde, politiker